# СКА «Карпаты»

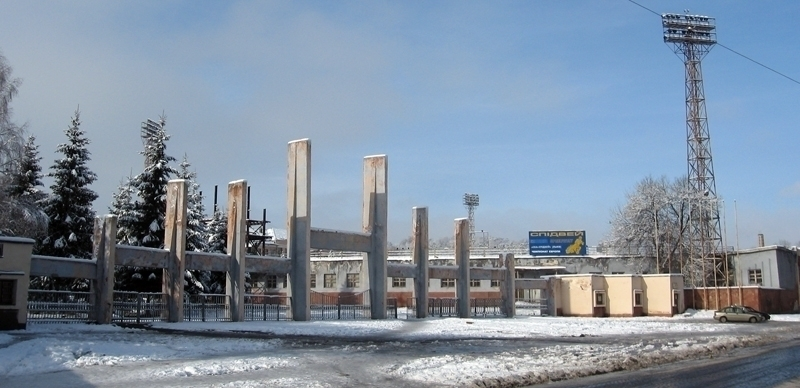
Стадион «СКА» во Львове

СКА «Карпаты» (укр. СКА «Карпати») — советский армейский футбольный клуб из Львова. Создан в 1949 году, существовал до 1989 года. Главная команда Львова до создания «Карпат».

## Названия
- 1949—1956 — ДО (Дом офицеров), ОДО (Окружной дом офицеров).
- 1957 — ОСК (Окружной спортивный клуб).
- 1957—1959 — СКВО (Спортивный клуб военного округа).
- 1960—1981 — СКА.
- 1982—1989 — СКА «Карпаты».

## История

### Создание и первые годы (1949—1953)
Первым названием было ОДО — Окружной дом офицеров . В 1949 году клуб принял участие в чемпионате СССР среди команд второй группы. Армейцы выступали в украинской зоне, где стали второй львовской командой — наряду с более опытным «Спартаком». «Спартак» (Львов) стал вторым, а ОДО финишировал на предпоследнем, 17-м месте. Офицеры пропустили более всего голов среди всех команд украинской зоны — 90 (в 34 матчах). «Спартак» (Львов) участвовал в финальном турнире за выход в высшую лигу, но не добился успеха.
В следующем, 1950 году из-за бюрократической волокиты руководство львовской командой «Спартак» передали обществу «Динамо», но «Динамо» не организовало соответствующую подготовку команды и коллектив распустили. Таким образом, ОДО стал единственным представителем Львова на футбольной арене на несколько лет — до создания «Карпат» в 1963 году. В 1950 году советский футбол ожидали новые изменения — вторую группу ликвидировали, а в новом формате первенства СССР места для львовских офицеров не нашлось. ОДО выступал в любительском чемпионате УССР среди коллективов физкультуры. В своей зоне, где собрались команды преимущественно Запада Украины, армейцы финишировали вторыми. Первым стал «Спартак» (Ужгород), который выиграл и чемпионат УССР, и Кубок республики того года.
В следующем году Львов представляли 4 коллектива: ОДО, «Пищевик» (коллектив Львовской табачной фабрики), «Искра» и «Динамо». ОДО выиграл соревнование в своей зоне и в конце года играл в финальном турнире при участии победителей остальных 5 зон. Львовская команда стала вице-чемпионом, победив киевский ОДО.
В сезоне 1952 года ОДО занял только третье место в 4 зоне первенства УССР. Кроме армейцев Львовщину представлял «Пищевик» (Винники), который стал предпоследним в той же зоне.

### 1954—1967 — самые успешные сезоны армейского футбола

#### Период стабилизации
В 1954 году, после очередной реорганизации структуры чемпионатов Советского Союза, Львов снова получил представителя среди команд мастеров. В том сезоне клуб занял 7 место среди 12 клубов. Главным тренером был заслуженный мастер спорта Алексей Гринин (бывший игрок ЦДСА и сборной СССР), а среди футболистов известными в будущем стали Йожеф Беца, Мирослав Думанский и Эрнест Кеслер. В 1955 году ОБО финишировал седьмым из 16 команд.
В 1956 в составе ОДО появился защитник Василий Турянчик — будущий многолетний капитан «Динамо» (Киев). Именно благодаря надёжной обороне львовяне поднялись на 5 место (среди 18 команд), пропустив только 24 мяча в 34 играх — наилучший результат зоны. В 1957 году ОДО занял 2-е место в своей зоне класса «Б» и запомнился играми в Кубке СССР. Победы над |«Пищевиком» (Одесса) и «Колхозником» (Полтава) вывели армейцев в 1/8 финала, где их соперником стал московский «Спартак» — чемпион Советского Союза 1956 года. 6 июня 1957 года ажиотаж вокруг игры оказался настолько большим, что зрители разместились на крышах окружающих домов и прямо на беговых дорожках вдоль всего поля. Львовяне открыли счёт на 32-й минуте (Курчавенков), но во втором тайме москвичи вырвали победу благодаря голам Анатолия Ильина и Никиты Симоняна — 1:2.

#### 1958 — борьба за высшую лигу
Перед сезоном 1958 команда изменила название на СКВО (Спортивный клуб военного округа) и пополнилась, в частности, форвардом Олегом Копаевым. В том же году клуб впервые в истории выиграл первенство своей зоны. Уже с первых матчей львовяне были среди лидеров и соревновались за 1 место с «Спартаком» (Минск). В итоге СКВО набрал 43 очка, а белорусы — 41. Чемпионство в зоне позволило армейцам играть в соревнованиях за выход в высшую лигу СССР. Но серьёзного уровня игры львовяне в турнире, который проходил в Тбилиси в ноябре 1958 г., не показали. Руководство отправило в Грузию лишь 12 футболистов (не было даже запасного вратаря), поэтому после травмы голкипера Юрия Суслы уже в первой игре место в воротах занял защитник Виталий Морозов. Львовский СКВО завершил турнир на предпоследнем, 5-м месте, а пропуск в высшую лигу получил СКВО (Ростов-на-Дону) — один из ведущих армейских клубов Союза. В Ростов и перевели сразу по окончании сезона Шишаева и Олега Копаева (будущего игрока сборной СССР, который стал одним из лучших бомбардиров в истории советского футбола). 1959 год львовская команда завершила на 6 месте в 4 зоне класса «Б».
С 1960 года команда стала называться СКА (Спортивный клуб армии) и повторила прошлогоднее достижение — 6-е место, а в список 33 лучших украинских футболистов класса «Б» попали нападающие СКА Александр Филяев и Виктор Иванюк. В первенстве 1961 года львовяне финишировали 4-ми. Новым наставником стал Сергей Шапошников, с чьим именем и будут связаны все успехи армейского клуба в середине 1960-х. В конце 1961 года в товарищеской международной игре СКА (Львов) победил шведский клуб «Хаммарбю» — 1:0.
В 1962 году в СКА пришёл 21-летний нападающий Анатолий Пузач, который по итогам сезона вошёл в список 33 лучших футболистов класса «Б». Он на несколько лет усилил нападение львовян и в 1965 перешёл в «Динамо» (Киев). В 1-й зоне СКА (Львов) в сезоне-1962 был четвёртым.

#### 1964 — четвертьфинал Кубка СССР
Очередная реорганизация советского футбола в 1963 году была призвана уменьшить резкий переход из класса «Б» в высшую лигу — класс «А», то есть создать вторую подгруппу класса «А». Потом этот турнир получит название первая лига. В новообразованной лиге было место для команды из Львова, которое необоснованно и вопреки спортивному принципу заняли новосозданные «Карпаты». СКА продолжал выступать в низшей лиге — классе «Б» и бороться за выход во вторую группу класса «А». В 1963 и 1964 годах армейцы становились вице-чемпионами своей зоны, а в 1964 году добились высочайшего в истории успеха в Кубке СССР — четвертьфинала. Среди побежденных ими команд были: «Спартак» (Могилёв) — 2:1, «Верховина» (Ужгород) — 4:2, «Авангард» (Тернополь) — 4:1, «Десна» (Чернигов) — 3:0, «Трактор» (Волгоград) — 2:0, «Днепр» (Днепропетровск) — 6:2, «Волга» (Горький) — 3:1, СКА (Ростов) — 1:0. Все эти поединки (кроме игр с «Десной» и армейцами Ростова) львовяне провели на собственном поле. В четвертьфинале клуб уступил в Куйбышеве «Крыльям Советов» 0:1. За выход в полуфинал все футболисты получили бы звание мастеров спорта СССР, но и такое продвижение было оценено — главный тренер СКА Сергей Шапошников стал заслуженным тренером УССР. Среди дебютантов выделялся центральный защитник Владимир Капличный, который в 1966 году перешёл в ЦСКА (Москва) и затем в составе команды СССР стал вице-чемпионом Европы 1972 года.

#### Победа в классе «Б»
В 1965 году СКА (Львов) выиграл первенство УССР в классе «Б». Уверенно (с 6-очковым преимуществом) они опередили в своей зоне вторую команду — «Авангард» (Тернополь), а потом выиграли финальный турнир. Армейцам не было равных в атаке — 94 гола в 38 поединках. Очень надёжно сыграла оборона — 27 пропущенных мячей. Таким образом СКА должен был выйти во вторую группу класса «А», если бы не пункт тогдашнего «Положения о чемпионате СССР», согласно которому две команды из одного города не могут одновременно играть во второй группе класса «А». Поэтому в конце 1965 года пришлось проводить плей-офф между «Карпатами» и СКА (Львов). Армейцы всухую разобрались с «Карпатами» — 2:0 и 3:0. Эти игры вошли в историю как первые встречи между этими двумя командами. После такого удачного сезона наставник СКА Сергей Шапошников получил повышение и перешёл на тренерскую работу в московский ЦСКА. Гражданские «Карпаты» уже могли готовиться к соревнованиям в классе «Б», но руководители советского футбола перед сезоном-1966 расширили вторую группу класса «А» и зелёно-белым тоже нашлось там место.
Чемпионат 1966 года стал первым, когда СКА (Львов) и «Карпаты» выступали в одной лиге. Клубы обменялись минимальными победами друг над другом — по 1:0, но класс военной команды оказался намного выше — 3-е место («Карпаты» финишировали на 14-й позиции). В следующем году СКА также стал третьим. В команде появился нападающий Эдуард Козинкевич, который потом, сменив несколько клубов, будет играть в «Карпатах» и станет серебряным призёром чемпионата Европы 1972.

### Упадок (1968—1976)
В 1968 году «Карпаты» значительно улучшили свою игру и победили в 1 подгруппе второй подгруппы класса «А». СКА завершил сезон на 7 месте. С того года начался упадок армейского футбола во Львове. В то время как в 1969 году «Карпаты» выиграли Кубок СССР и заняли 6 место в своей подгруппе второй группы класса А, армейцы стали только 13-ми. В следующем году гражданская команда выиграла в первой лиге и вышла в высшую, а СКА (Львов) продолжал борьбу во второй лиге — 14 место. Титульной командой города однозначно стали «Карпаты». В сезоне 1971 военная команда заняла 23 место среди 26 команд, но в следующем сезоне во второй лиге от Прикарпатского военного округа уже выступала команда СК Луцк. Львовский СКА возродился в 1973 году и в 1973—1976 гг. выступал в первенстве КФК УССР. В 1974 г. СКА выиграл зональные соревнования во 2-й зоне и получил право побороться за путевку во вторую лигу, однако в финальном турнире занял 4-е место. Два следующих года армейцы занимали 2-е место в зоне и в финал не попадали.

### Возрождение (1977—1981)
Осенью 1976 г. спортивное руководство ПрикВО решило перевести во Львов армейскую команду СК Луцк и, таким образом, восстановило во второй лиге СКА. Началом сезона стал товарищеский матч между СКА и командой высшей лиги «Карпаты» — 1:0 в пользу армейцев. Единственный гол забил полузащитник Степан Юрчишин. Игрок потом будет выступать на позиции нападающего, перейдёт в «Карпаты», в составе которых установит рекорд первой лиги всех времён — 42 гола за сезон. Армейцы в 1977 г. заняли 10 позицию, в следующем году поднялись на одну ступеньку, а в 1979 и 1980 годах завоёвывали «бронзу» в своей зоне второй лиги.
В первенстве 1981 года СКА (Львов) занял 9-е место в 5-й зоне второй лиги. «Карпаты», которые только что вылетели из высшей лиги, заняли 11-е место в первой лиге.

### СКА «Карпаты» (1982—1989)
В январе 1982 года руководство областного футбола, сославшись на сложность финансирования сразу двух команд мастеров и на неудачное выступление обеих в последнем сезоне, решило объединить два клуба. Профсоюзную команду «Карпаты» ликвидировали, а её место в первой лиге заняла армейская команда СКА «Карпаты», которая подчинялась военному ведомству. Коллектив слепили из игроков СКА и «Карпат», прибавив нескольких приезжих игроков. Тренером назначили российского специалиста Николая Самарина.
Сначала команда выступала неплохо, в 1984—1985 годах под руководством бывшего карпатовца Владимира Булгакова занимала третье место, но новый клуб не стал популярным среди болельщиков. Если на игры «Карпат» в высшей лиге в 1980 году на «Дружбе» собиралось в среднем 20—25 тысяч человек, то в первом объединённом сезоне СКА «Карпат» в первой лиге 1982 года посещаемость составила 5-6 тысяч зрителей. Традиционные зелёно-белые цвета теперь не виднелись на трибунах, милиция следила, чтобы ничего зелёного на стадион не проносили. Увеличилась и текучесть кадров — приезжие футболисты, отслужив определённый срок, покидали армейский клуб. В 1987 году СКА «Карпаты» занял пятое место в первой лиге, а через год — седьмое.
В 1989 году клуб выступил катастрофически плохо и занял последнее, 22-е место. СКА не мог победить в первых 16 матчах, а на выезде команда проиграла 18 из 21 игр. Матч с «Котайком» на львовском стадионе «Дружба» 11 июля 1989 года установил абсолютный антирекорд сезона. На эту игру пришло 54 зрителя.
В том же году возродили гражданскую команду «Карпаты», которая выступала во второй лиге. Игры второй лиги с её участием собирали во Львове среднем от 8 до 10 тысяч зрителей.
В декабре 1989 года коллектив, который по итогам сезона вылетел во вторую лигу, переехал в Дрогобыч и получил новое название — СФК «Дрогобыч».

## Рекорды
- Наивысшее достижение в чемпионатах СССР — 3 место в первой лиге (1984 и 1985).
- Самая крупная победа в первенствах СССР — 8:0 над «Ротором» (Волгоград) в 1984 году (первая лига).
- Самое крупное поражение — 0:12 от ОДО (Киев в 1949 году (украинская зона второй группы).
- Наивысшее достижение в Кубке СССР — 1/4 финала:
  - 1964 год — «Крылья Советов» (Куйбышев) — СКА (Львов) — 1:0.
  - 1987 год — «Динамо» (Киев) — СКА «Карпаты» (Львов) — 4:0.

## Достижения
- Финалист Всемирной Спартакиады Дружественных Армий: 1984
- Чемпион Украинской ССР: 1965

## Результаты

### В первенстве СССР
| Сезон | Название            | Лига/дивизион, зона    | Лига/дивизион, зона         | Уровень                | Место    | И  | В  | Н  | П  | Мячи  | О  | Примечания                                                                                               | Примечания                                                                                               |
| ----- | ------------------- | ---------------------- | --------------------------- | ---------------------- | -------- | -- | -- | -- | -- | ----- | -- | --- | --- |
| 1949  | ДО Львов            | Вторая группа          | зона УССР                   | 2                      | 17 из 18 | 34 | 7  | 6  | 21 | 37-90 | 20 | | |
|       |                     |                        |                             | 2                      |          |    |    |    |    |       |    | | |
| 1954  | ОДО Львов           | Класс Б                | зона 3                      | 2                      | 7 из 12  | 22 | 7  | 6  | 9  | 24-32 | 20 | | |
| 1955  | ОДО Львов           | Класс Б                | зона 1                      | 2                      | 7 из 16  | 30 | 13 | 6  | 11 | 47-40 | 32 | | |
| 1956  | ОДО Львов           | Класс Б                | зона 1                      | 2                      | 5 из 18  | 34 | 15 | 9  | 10 | 43-27 | 39 | | |
| 1957  | СКВО Львов          | Класс Б                | зона 2                      | 2                      | 2 из 18  | 34 | 21 | 6  | 7  | 51-32 | 48 | | |
| 1958  | СКВО Львов          | Класс Б                | зона 3                      | 2                      | 1 из 16  | 30 | 18 | 7  | 5  | 45-26 | 43 | | |
| 1958  | СКВО Львов          | Класс Б                | финал                       | 2                      | 5 из 6   | 5  | 1  | 1  | 3  | 8-13  | 3  | | |
| 1959  | СКВО Львов          | Класс Б                | зона 4                      | 2                      | 6 из 15  | 28 | 14 | 5  | 9  | 48-27 | 33 | | |
| 1960  | СКА Львов           | Класс Б                | зона 1 УССР                 | 2                      | 6 из 17  | 34 | 17 | 6  | 9  | 46-29 | 40 | | |
| 1961  | СКА Львов           | Класс Б                | зона 1 УССР                 | 2                      | 4 из 18  | 34 | 17 | 8  | 9  | 42-30 | 42 | | |
| 1962  | СКА Львов           | Класс Б                | зона 1 УССР                 | 2                      | 4 из 13  | 24 | 10 | 6  | 8  | 37-25 | 26 | 7-е место из 39 среди УССР ▼                                                                             | 7-е место из 39 среди УССР ▼                                                                             |
| 1962  | СКА Львов           | Класс Б                | финал УССР, за 7—17-е места | 2                      | 1 из 11  | 10 | 5  | 5  | 0  | 18-6  | 15 | 7-е место из 39 среди УССР ▼                                                                             | 7-е место из 39 среди УССР ▼                                                                             |
| 1963  | СКА Львов           | Класс Б                | зона 1 УССР                 | 3                      | 2 из 20  | 38 | 26 | 7  | 5  | 82-35 | 59 | | |
| 1963  | СКА Львов           | Класс Б                | стыковые матчи УССР         | 3                      | пораж.   | 2  | 0  | 1  | 1  | 0-1   | 1  | | |
| 1964  | СКА Львов           | Класс Б                | зона 1 УССР                 | 3                      | 2 из 16  | 30 | 14 | 9  | 7  | 47-21 | 37 | 6 из 41 среди УССР; показатели финального этапа: 10:+2=0-8, 11-15, 4 (учитывались 2 матча первого этапа) | 6 из 41 среди УССР; показатели финального этапа: 10:+2=0-8, 11-15, 4 (учитывались 2 матча первого этапа) |
| 1964  | СКА Львов           | Класс Б                | финал УССР, за 1—6-е места  | 3                      | 6 из 6   | 8  | 2  | 0  | 6  | 11-12 |    | 6 из 41 среди УССР; показатели финального этапа: 10:+2=0-8, 11-15, 4 (учитывались 2 матча первого этапа) | 6 из 41 среди УССР; показатели финального этапа: 10:+2=0-8, 11-15, 4 (учитывались 2 матча первого этапа) |
| 1965  | СКА Львов           | Класс Б                | зона 2 УССР                 | 3                      | 1 из 16  | 30 | 20 | 6  | 4  | 74-20 | 46 | 1 из 45 среди УССР; показатели финального этапа: 10:+7=2-1, 24-9, 16 (учитывались 2 матча первого этапа) | 1 из 45 среди УССР; показатели финального этапа: 10:+7=2-1, 24-9, 16 (учитывались 2 матча первого этапа) |
| 1965  | СКА Львов           | Класс Б                | финал УССР, за 1—6-е места  | 3                      | 1 из 6   | 8  | 6  | 1  | 1  | 20-7  |    | 1 из 45 среди УССР; показатели финального этапа: 10:+7=2-1, 24-9, 16 (учитывались 2 матча первого этапа) | 1 из 45 среди УССР; показатели финального этапа: 10:+7=2-1, 24-9, 16 (учитывались 2 матча первого этапа) |
| 1965  | СКА Львов           | переходные матчи — 2/3 | переходные матчи — 2/3      | переходные матчи — 2/3 | 1 из 2   | 2  | 2  | 0  | 0  | 5-0   |    | Соперник — «Карпаты». Обе команды на следующий год оказались во второй группе класса «А» ▲               | Соперник — «Карпаты». Обе команды на следующий год оказались во второй группе класса «А» ▲               |
| 1966  | СКА Львов           | Класс А, вторая группа | подгруппа 2                 | 2                      | 3 из 18  | 34 | 15 | 10 | 9  | 44-29 | 40 | | |
| 1967  | СКА Львов           | Класс А, вторая группа | подгруппа 2                 | 2                      | 3 из 20  | 38 | 17 | 14 | 7  | 42-27 | 48 | | |
| 1968  | СКА Львов           | Класс А, вторая группа | подгруппа 1                 | 2                      | 7 из 21  | 40 | 16 | 14 | 10 | 40-42 | 46 | | |
| 1969  | СКА Львов           | Класс А, вторая группа | подгруппа 3                 | 2                      | 13 из 22 | 42 | 17 | 11 | 17 | 40-47 | 39 | ▼ Переход на уровень ниже                                                                                | ▼ Переход на уровень ниже                                                                                |
| 1970  | СКА Львов           | Класс А, вторая группа | зона 1                      | 3                      | 14 из 22 | 42 | 12 | 15 | 15 | 30-41 | 39 | | |
| 1971  | СКА Львов           | Вторая лига            | зона 1                      | 3                      | 23 из 26 | 50 | 10 | 17 | 23 | 33-55 | 37 | | |
| 1972  | Команда г. Луцка    | Вторая лига            | зона 1                      | 3                      | 22 из 24 | 46 | 8  | 17 | 21 | 30-52 | 33 | Команда г. Луцка заменила СКА Львов во второй лиге                                                       | Команда г. Луцка заменила СКА Львов во второй лиге                                                       |
| 1973  | Команда г. Луцка    | Вторая лига            | зона 1                      | 3                      | 19 из 23 | 44 | 11 | 11 | 11 | 25-50 | 30 | Команда СКА Львов в 1973—1976 годах играла в первенстве КФК УССР                                         | Команда СКА Львов в 1973—1976 годах играла в первенстве КФК УССР                                         |
| 1974  | СК «Луцк»           | Вторая лига            | зона 6                      | 3                      | 9 из 20  | 38 | 14 | 12 | 12 | 33-31 | 40 | Команда СКА Львов в 1973—1976 годах играла в первенстве КФК УССР                                         | Команда СКА Львов в 1973—1976 годах играла в первенстве КФК УССР                                         |
| 1975  | СК «Луцк»           | Вторая лига            | зона 6                      | 3                      | 3 из 17  | 32 | 13 | 12 | 7  | 46-26 | 38 | Команда СКА Львов в 1973—1976 годах играла в первенстве КФК УССР                                         | Команда СКА Львов в 1973—1976 годах играла в первенстве КФК УССР                                         |
| 1975  | СК «Луцк»           | Вторая лига            | Полуфинал 3                 | 3                      | 6 из 6   | 5  | 0  | 0  | 5  | 2-12  | 0  | Команда СКА Львов в 1973—1976 годах играла в первенстве КФК УССР                                         | Команда СКА Львов в 1973—1976 годах играла в первенстве КФК УССР                                         |
| 1976  | СК «Луцк»           | Вторая лига            | зона 6                      | 3                      | 9 из 20  | 38 | 11 | 16 | 11 | 34-34 | 38 | Команда СКА Львов в 1973—1976 годах играла в первенстве КФК УССР                                         | Команда СКА Львов в 1973—1976 годах играла в первенстве КФК УССР                                         |
| 1977  | СКА Львов           | Вторая лига            | зона 2                      | 3                      | 10 из 23 | 44 | 16 | 16 | 12 | 61-43 | 48 | Команда СК «Луцк» переведена во Львов. Возрождение СКА Львов                                             | Команда СК «Луцк» переведена во Львов. Возрождение СКА Львов                                             |
| 1978  | СКА Львов           | Вторая лига            | зона 2                      | 3                      | 9 из 23  | 38 | 16 | 14 | 14 | 52-43 | 46 | | |
| 1979  | СКА Львов           | Вторая лига            | зона 2                      | 3                      | 3 из 24  | 46 | 25 | 11 | 10 | 67-33 | 61 | | |
| 1980  | СКА Львов           | Вторая лига            | зона 5                      | 3                      | 3 из 23  | 44 | 24 | 12 | 8  | 64-32 | 60 | | |
| 1981  | СКА Львов           | Вторая лига            | зона 5                      | 3                      | 9 из 23  | 44 | 16 | 15 | 13 | 49-47 | 47 | После окончания сезона — объединение с «Карпатами». Получение места в первой лиге ▲                      | После окончания сезона — объединение с «Карпатами». Получение места в первой лиге ▲                      |
| 1982  | СКА «Карпаты» Львов | Первая лига            | Первая лига                 | 2                      | 10 из 22 | 42 | 16 | 10 | 16 | 44-37 | 42 | | |
| 1983  | СКА «Карпаты» Львов | Первая лига            | Первая лига                 | 2                      | 11 из 22 | 42 | 15 | 12 | 15 | 43-46 | 42 | | |
| 1984  | СКА «Карпаты» Львов | Первая лига            | Первая лига                 | 2                      | 3 из 22  | 42 | 20 | 9  | 13 | 63-44 | 49 | | |
| 1985  | СКА «Карпаты» Львов | Первая лига            | Первая лига                 | 2                      | 3 из 22  | 42 | 21 | 13 | 8  | 66-44 | 54 | | |
| 1986  | СКА «Карпаты» Львов | Первая лига            | Первая лига                 | 2                      | 4 из 24  | 46 | 22 | 10 | 14 | 69-52 | 54 | | |
| 1987  | СКА «Карпаты» Львов | Первая лига            | Первая лига                 | 2                      | 5 из 22  | 42 | 17 | 12 | 13 | 62-46 | 46 | | |
| 1988  | СКА «Карпаты» Львов | Первая лига            | Первая лига                 | 2                      | 7 из 22  | 42 | 18 | 8  | 16 | 51-39 | 44 | | |
| 1989  | СКА «Карпаты» Львов | Первая лига            | Первая лига                 | 2                      | 22 из 22 | 42 | 5  | 7  | 30 | 37-90 | 17 | ▼ По окончании сезона — образование СФК «Дрогобыч»                                                       | Во второй лиге принимала участие команда «Карпаты»                                                       |

### В Кубке СССР
| Сезон   | Стадия                 | Название            |
| ------- | ---------------------- | ------------------- |
| 1949    | 1/4 финала зоны УССР   | ДО Львов            |
|         |                        |                     |
| 1954    | 1/8 финала             | ОДО Львов           |
| 1955    | 1/4 финала зоны 4      | ОДО Львов           |
| 1957    | 1/8 финала             | ОСК Львов           |
| 1958    | 1/8 финала             | СКВО Львов          |
| 1959/60 | финал зоны 4           | СКВО Львов          |
| 1961    | финал зоны 1 УССР      | СКА Львов           |
| 1962    | 1/8 финала зоны УССР   | СКА Львов           |
| 1963    | 1/8 финала зоны 1 УССР | СКА Львов           |
| 1964    | 1/8 финала зоны УССР   | СКА Львов           |
| 1965    | 1/4 финала зоны 2 УССР | СКА Львов           |
| 1966/67 | 1/128 финала           | СКА Львов           |
| 1967/68 | 1/64 финала            | СКА Львов           |
| 1969    | 1/4 финала зоны 3      | СКА Львов           |
| 1970    | 1/128 финала           | СКА Львов           |
|         |                        |                     |
| 1982    | 4-е место в зоне 1     | СКА «Карпаты» Львов |
| 1983    | 1/32 финала            | СКА «Карпаты» Львов |
| 1984    | 1/16 финала            | СКА «Карпаты» Львов |
| 1984/85 | 1/64 финала            | СКА «Карпаты» Львов |
| 1985/86 | 1/64 финала            | СКА «Карпаты» Львов |
| 1986/87 | 1/4 финала             | СКА «Карпаты» Львов |
| 1987/88 | 1/32 финала            | СКА «Карпаты» Львов |
| 1988/89 | 1/8 финала             | СКА «Карпаты» Львов |
| 1989/90 | 1/64 финала            | СКА «Карпаты» Львов |